# 18501 Luria
18501 Luria è un asteroide della fascia principale. Scoperto nel 1996, presenta un'orbita caratterizzata da un semiasse maggiore pari a 2,2859834 au e da un'eccentricità di 0,0384195, inclinata di 3,05861° rispetto all'eclittica.